# Förstelärare
Förstelärare är i Sverige en karriärtjänst för särskilt yrkesskickliga lärare i grundskolan och gymnasiet. 
Karriärsteget infördes 2013 som en del av den så kallade karriärstegsreformen i syfte att skapa fler karriärmöjligheter för lärare och på så sätt göra yrket mer attraktivt. Förstelärare kan utses som antingen en fast tjänst eller som ett tidsbegränsat förordnande. Staten anslår 5 000 kronor per månad i lönepåslag för förstelärarna. Minst 50 % av deras tjänst skall bestå av undervisning, vad tjänsten i övrigt skall bestå av ansvarar den lokala skolhuvudmannen för. Ofta ansvarar förstelärarna för pedagogiskt utvecklingsarbete, och i en enkät svarar många att de leder det kollegiala arbetet. Som ytterligare ett karriärsteg återinfördes samtidigt lektorstjänster i det svenska skolväsendet.
Studier har visat att reformen implementerats på olika sätt, och har lett till en mer framträdande position för förstelärare i skolorganisationerna. Skolor som infört förstelärare har mindre lärrarrörlighet och högre skolresultat än skolor som inte har förstelärare, visar en studie vid IFAU.